# قويوجاق (هريس)
قويوجاق هي قرية في مقاطعة هريس، إيران. عدد سكان هذه القرية هو 26 في سنة 2006.